# لا کرسنت (مینه‌سوتا)
لا کرسنت، مینه‌سوتا (به انگلیسی: La Crescent, Minnesota) یک شهر در ایالات متحده آمریکا است که در مینه‌سوتا واقع شده‌است.

## خصوصیات
لا کرسنت ۸٫۹۹ کیلومترمربع مساحت و ۴٬۸۳۰ نفر جمعیت دارد و ۲۰۷ متر بالاتر از سطح دریا واقع شده‌است.